# ألبرت بالمر
ألبرت بالمر (بالإنجليزية: Albert Palmer)‏ (و. 1859 – 1919 م) هو سياسي، من أستراليا، ولد في ملبورن، توفي عن عمر يناهز 60 عاماً.

## مناصب
تولى منصب عضو مجلس النواب الاسترالى (12 ديسمبر 1906–14 أغسطس 1919).